# Bãi biển Martin
Bãi biển Martin là một bãi biển nằm ở Quận San Mateo, California. Người ta chỉ có thể đến được bãi biển này thông qua Đường Bãi biển Martins, chạy từ California State Route 1 qua vùng đất tư nhân. Được đặt theo tên địa chủ và nông dân địa phương Nicholas Martin, bãi biển được biết đến nhiều nhất nhờ nỗ lực của tỷ phú thung lũng Silicon Vinod Khosla trong việc giới hạn tiếp cận công chúng.

## Sơ lược

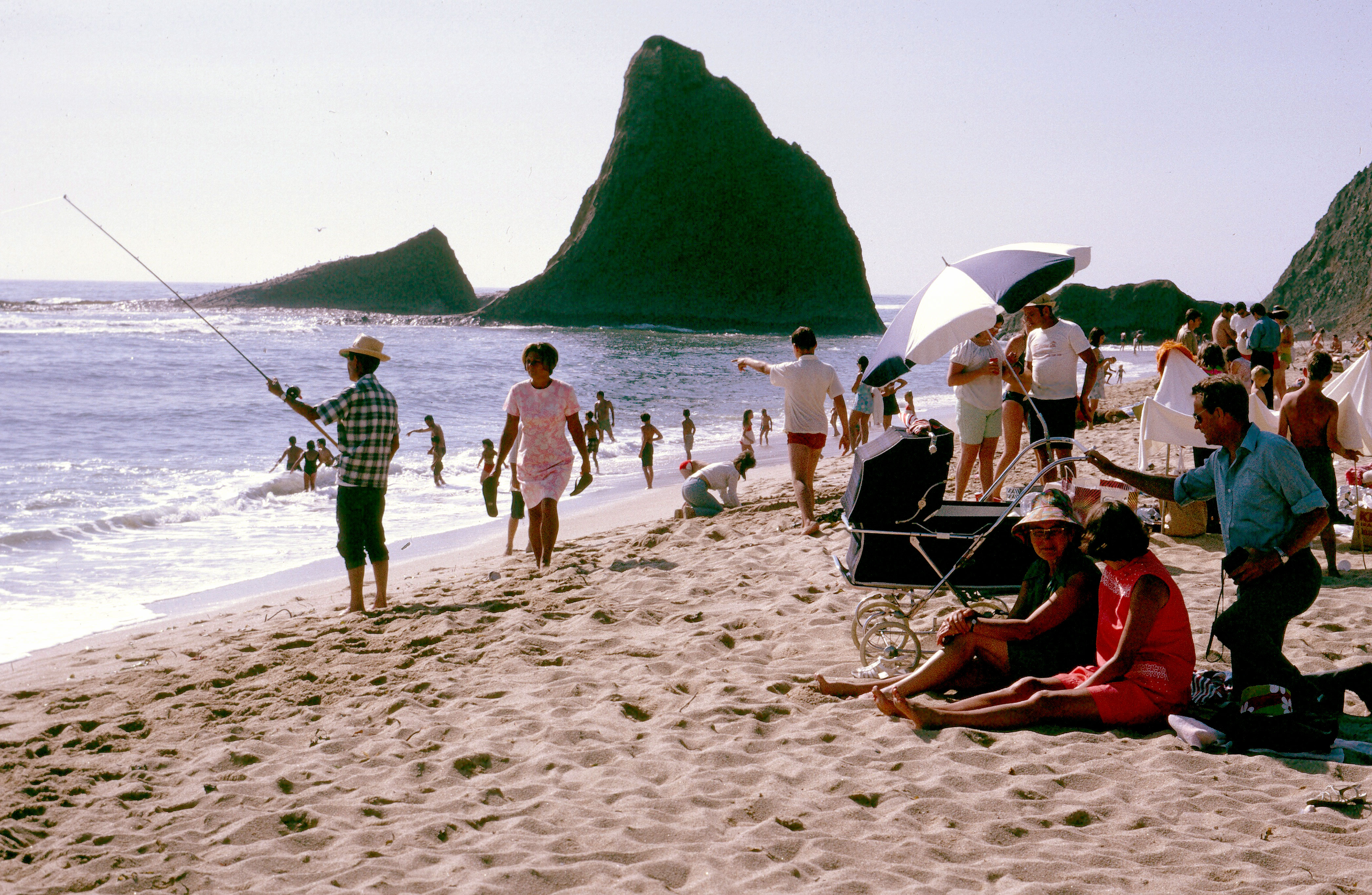
Bãi biển Martin vào khoảng năm 1970

Bãi biển Martin được tạo thành từ hai vịnh nhỏ được bao quanh bởi những vách đá thẳng đứng nhô ra. Những vịnh này được phân chia bởi "Phiến đá Pelican", một phiến đá nhọn hình nón cao được bao quanh bởi một mũi đất nhỏ hẹp của hồ thủy triều. Từng là một phần của Rancho Cañada de Verde y Arroyo de la Purisima, bãi biển và vùng đất xung quanh nó đã được Nicholas Martin mua lại vào những năm 1850. Bãi biển Martin trong lịch sử là một bãi biển gia đình, cũng như điểm lướt sóng nổi tiếng.
Kể từ đầu những năm 1900, gia đình Deeney, chủ sở hữu vùng đất, đã cho phép công chúng vào bãi biển miễn phí, nhưng lại tính phí đậu xe. Vào đầu những năm 1920, gia đình Deeney cho gia đình Watts - những người quản lý bãi biển và sự tiện nghi cho du khách - thuê bãi biển. Điều này bao gồm việc đậu xe trả phí bên đường cao tốc. Vào đầu những năm 1990, gia đình Deeney tiếp quản quyền quản lý bãi biển. Họ cho phép sử dụng bãi biển để đổi lấy phí đậu xe.
Khosla đã mua khu đất rộng 53 mẫu Anh (21 ha) liền kề với bãi biển với giá 53 triệu USD vào năm 2008 và chặn lối vào. Lối vào duy nhất đến bãi biển lại nằm trên một con đường duy nhất xuyên qua khu đất tư nhân xung quanh. Kể từ năm 2008, đã có một cuộc tranh chấp pháp lý diễn ra giữa tỉ phú Khosla và bang California để mở cửa trở lại bãi biển cho công chúng. Việc Khosla chặn quyền tiếp cận bãi biển được cho là đã vi phạm Đạo luật Bờ biển California, nhưng Khosla được cho là đã căn cứ vào Tu chính án thứ năm của Hiến pháp Hoa Kỳ, trong đó tuyên bố rằng "tài sản tư nhân không được sử dụng cho mục đích công cộng, mà không được bồi thường."